# Carreau du Temple
Le Carreau du Temple, situé dans le 3e arrondissement de Paris, est un ancien marché couvert du XIXe siècle. Sauvé de la démolition à la suite d'une mobilisation citoyenne, il est désormais un lieu culturel et sportif reposant sur une économie mixte publique-privée.  
Inauguré le 25 avril 2014, le Carreau du Temple accueille plus de 50 associations et de nombreux grands événements culturels et sportifs. Il propose une programmation artistique éclectique, faite de temps forts et d'événements réguliers.  
Sandrina Martins est directrice générale du Carreau du Temple depuis 2015.

## Situation
Le Carreau du Temple se trouve à quelques mètres de la mairie du 3e arrondissement, dont il est séparé par la rue Perrée, de l'École supérieure des arts appliqués Duperré, de l'autre côté de la rue Eugène-Spuller, et du square du Temple.
Le site est desservi par la ligne de métro 3 à la station Temple.

## Histoire
À cet emplacement, qui est celui du centre de l'ancien enclos du Temple, se trouvait un marché qui remontait au Moyen Âge. Des orfèvres principalement y furent nombreux dès le XVIe siècle. On a évalué du reste à 4000 le nombre des personnes qu'il renfermait à la fin du XVIIIe siècle, et l'on peut s'expliquer sa prospérité par ce fait que cet enclos jouissait du droit d'asile, en particulier pour les débiteurs insolvables, et du privilège très exceptionnel de la franchise de métiers. 
Avant 1789, une foire très fréquentée, où l'on vendait notamment des fourrures et merceries, y avait lieu pendant trois jours, et il s'y tenait aussi un marché alimentaire. 

### La halle au vieux linge

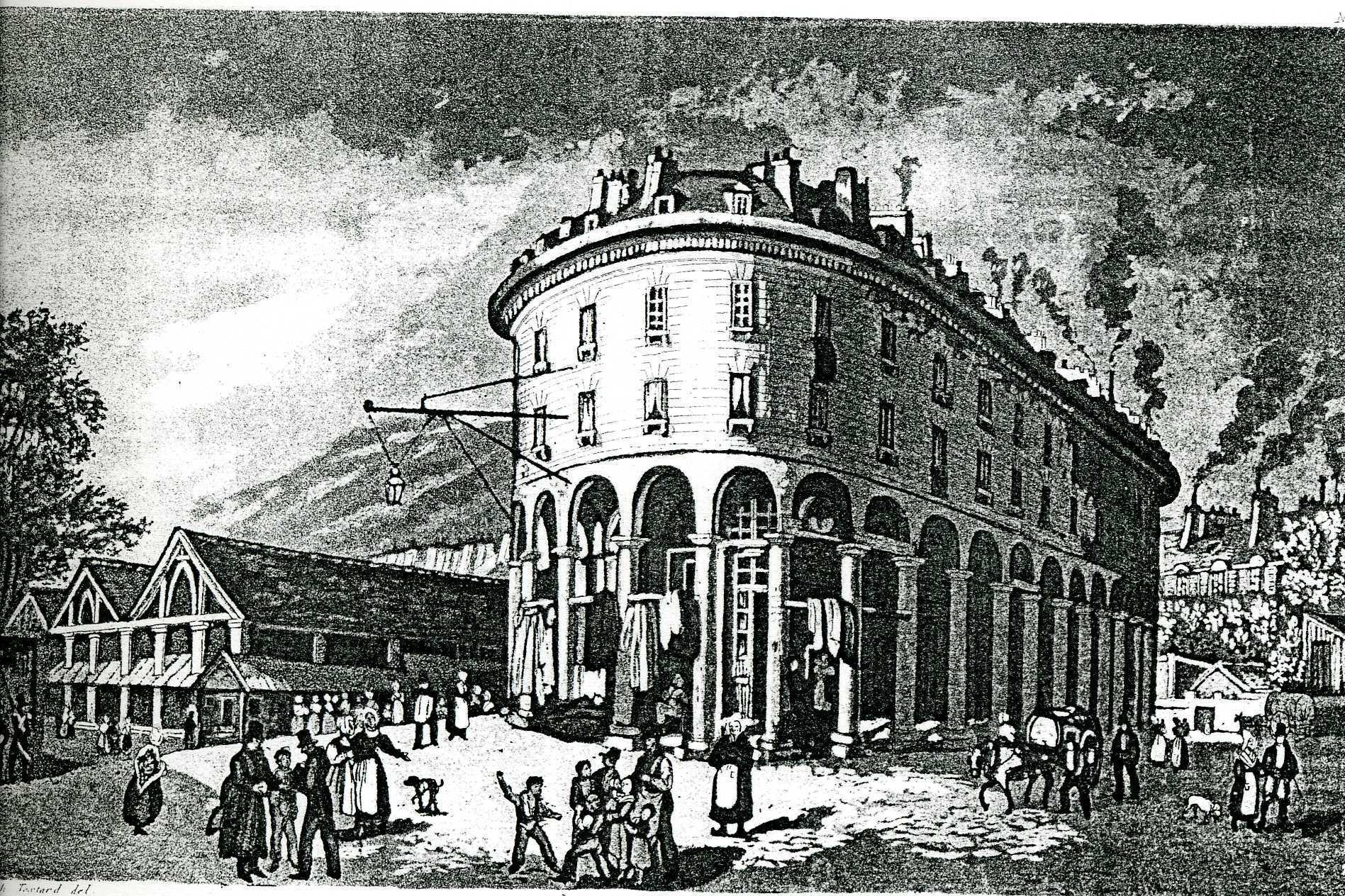
La Rotonde du Temple et les halles de bois à gauche.

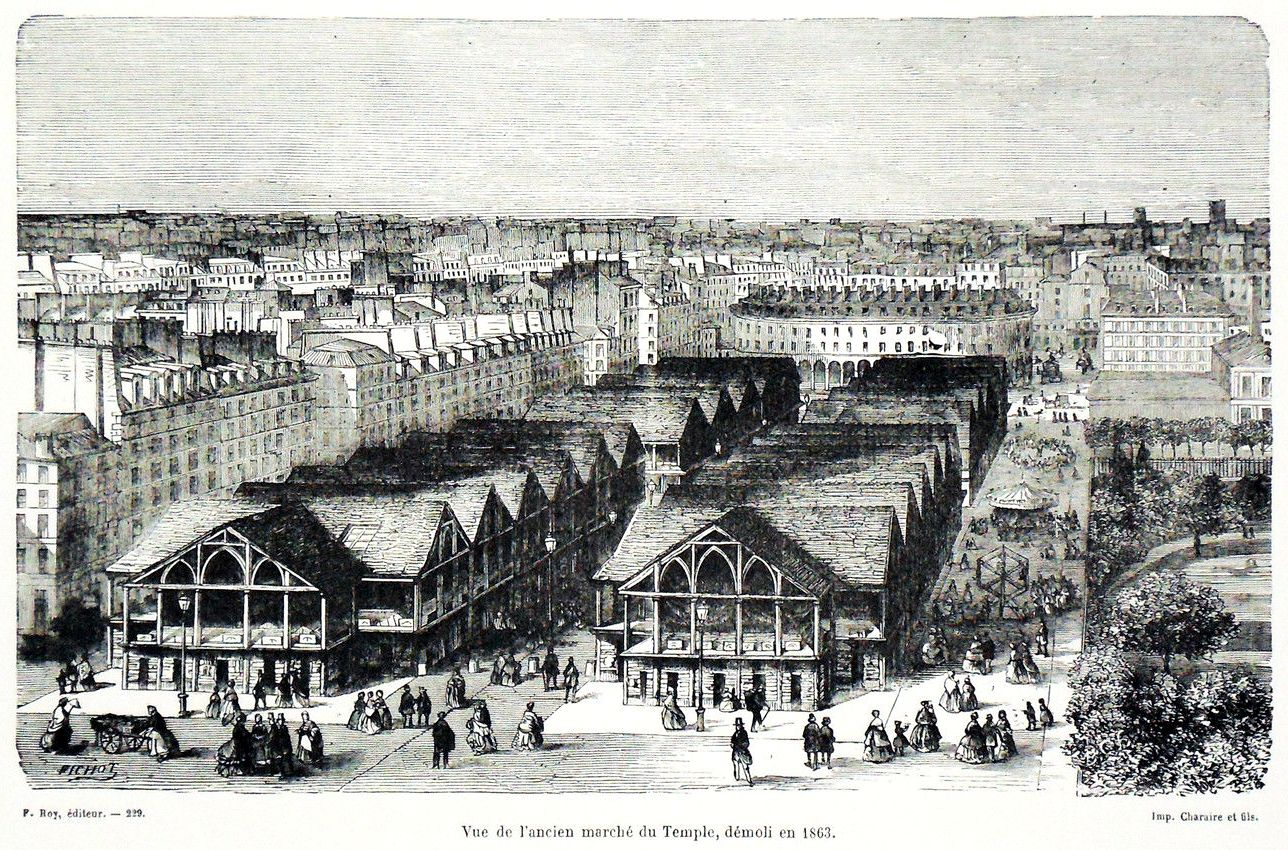
Vue de l'ancien marché du Temple, démoli en 1863.

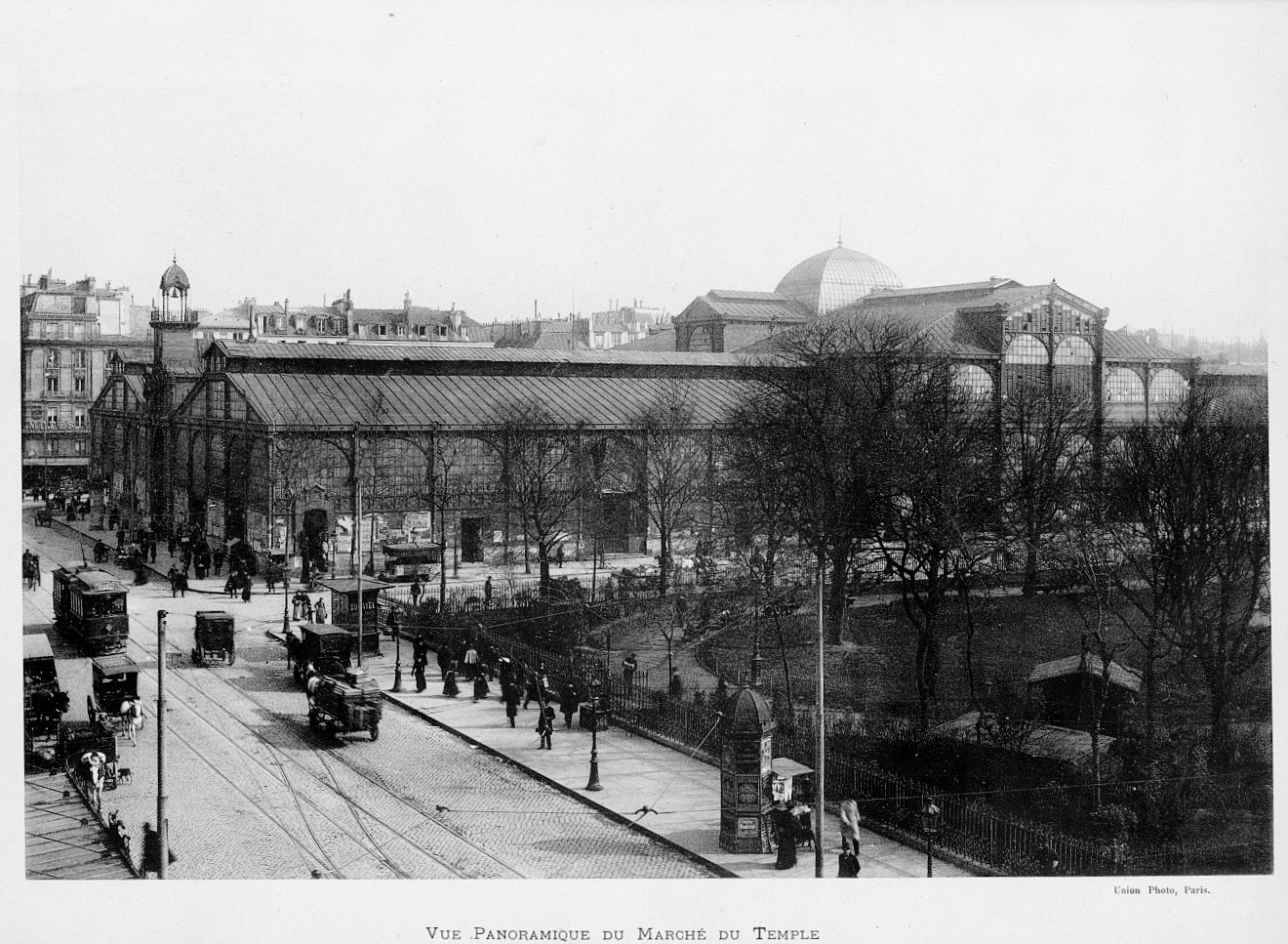
Vue du marché depuis la rue du Temple vers le nord-est, juste avant sa démolition, en 1901.

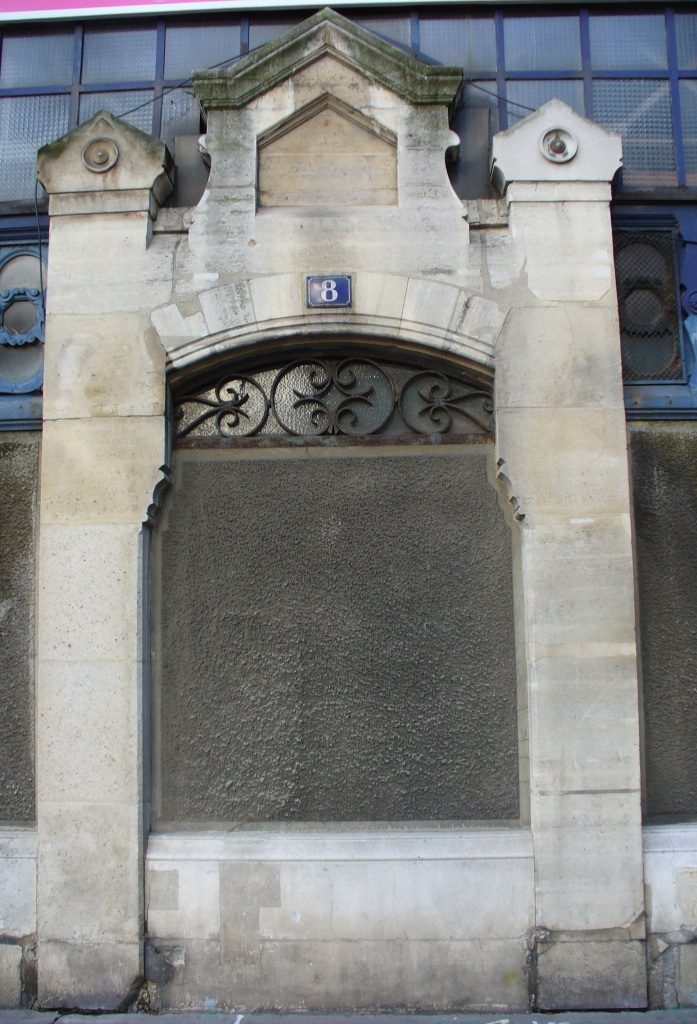
Vestige de la Rotonde.

De 1788 à 1790 fut construit par Pérard de Montreuil à la demande de Jean-Baptiste le Febvre de la Boulaye, un premier édifice avec galerie couverte, formée de quarante-quatre arcades, qu'on appela la Rotonde ; les magasins des arcades remplacèrent des boutiques. Partie intégrante de l’enclos du Temple, la Rotonde bénéficiait des privilèges d'extraterritorialité accordés à cette enceinte : les boutiques s’y louaient donc à prix d’or et les banqueroutiers y trouvaient un refuge.
La Rotonde, qui avait été vendue en 1797, devint l'accessoire d'un marché public de friperie, lorsqu'en 1802, un décret du Premier Consul transfère le commerce de « vieux linge, des hardes et des chiffons » qui se tenait auparavant au marché des Innocents (l'ancien cimetière des Innocents) et de la Place aux Veaux dans une partie des terrains vagues de l'enclos concédés à la ville de Paris. Ce marché découvert fut considérablement augmenté en conformité d'un décret, puis d'une loi de 1807, et remplacé entre 1809 et 1811 par quatre hangars en bois élevés par l'architecte Jacques Molinos, allant de la Rotonde à la rue du Temple. Ces hangars, qu'on appelait la halle au vieux linge, comprenaient quatre pavillons qui avaient chacun sa spécialité : 
- Carré du Palais-Royal : tapis, soieries, rubans, gants, plumes et articles à la mode.
- Carré de Flore : linge de maison
- Carré du Pou-volant : ferraille et friperies
- Carré de la Forêt-Noire : cuir…

En arrière du marché, la rotonde était une propriété privée affectée à peu près au même commerce. Entre celle-ci et le marché, il y avait, suivant une ordonnance de police du 15 juin 1831, une place découverte dite Carreau des brocanteurs ou chineurs, parce qu'ils pouvaient s'y réunir de 11 heures du matin à 2 heures de l'après-midi, mais sans avoir le droit d'y déposer leurs marchandises à terre plus que sur tout autre point de la voie publique. Cette bourse du vêtement d’occasion durera jusqu’à l’après-guerre.
Le marché même avait une superficie de 10 831 m²  et comprenait 1888 boutiques. L'édifice fut reconstruit en 1864 par les soins d'une compagnie concessionnaire, la ville devait entrer en jouissance de l'exploitation du marché à l'expiration de la concession, soit en 1945. Il se composait de deux corps de bâtiment, en fer et en fonte, d'une superficie de 8600 m² et de 4700 m², séparés par une voie de 15 m de largeur. Dû à Jules de Mérindol, il fut ouvert le 1er août 1865 et contenait six pavillons. La rotonde était expropriée et le carreau disparut alors ; cependant les brocanteurs eurent la faculté de vendre au premier étage du marché, que l'on continua à surnommer le carreau et dans lequel le public admis de 9 heures à midi paya un droit d'entrée de 0,05 F. 
La prospérité de ce marché commença à décroître précisément à partir de 1865. On a d'ailleurs pu dire souvent que la réputation de mauvais aloi dont jouissait cet endroit bizarre où les marchandes voulaient rendre l'achat obligatoire lui avait été des plus nuisibles. Un marché alimentaire y fut ouvert en 1882 sur une partie du marché à la friperie, en remplacement de celui de Saint-Martin-des-Champs. 
En 1901, le marché fut démoli et remplacé par l'édifice actuel.

### Un ancien lieu festif

#### La chanson vivante au Carreau du Temple
En 1824, le goguettier Jean-Baptiste Grange, indique dans sa chanson Le visiteur des Enfants de la Goguette, que la rotonde du Temple est le lieu où se rassemble tous les mercredis la goguette des Enfants de la Goguette.
Cette société chantante prend à ces occasions le nom de : les Bons Amis du plaisir.

#### La cavalcade du marché du Temple

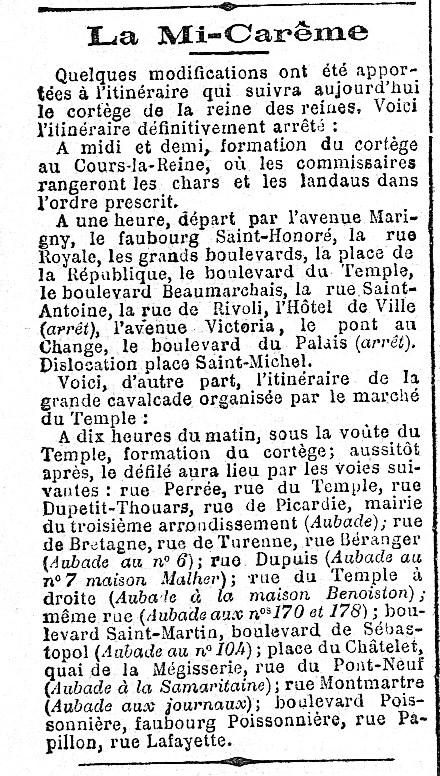
Annonce de la cavalcade de la Reine des Reines de Paris et de celle du marché du Temple organisées le 14 mars 1901.

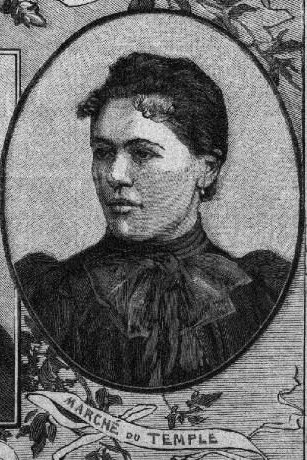
Mlle Desrousse, reine du marché du Temple 1898.

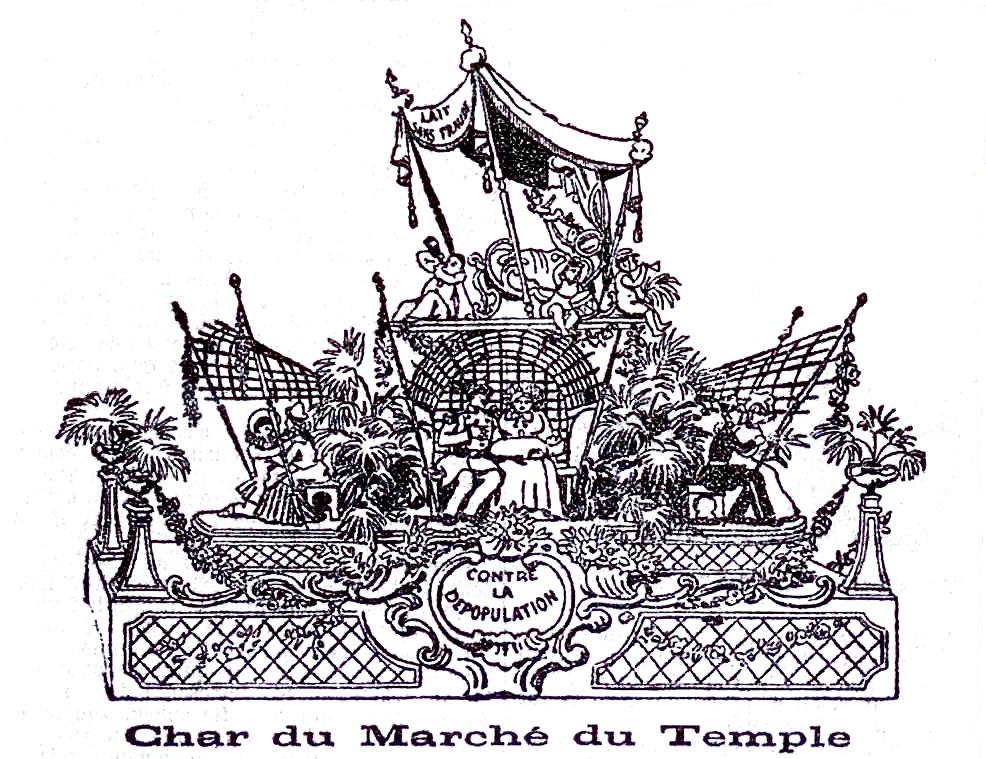
Char du Marché du Temple à la Mi-Carême 1902.

À la fin du XIXe siècle et au début du XXe siècle, le marché du Temple élit chaque année une reine pour la Mi-Carême et organise son défilé avec une très grande et fameuse cavalcade carnavalesque dans Paris.
Le nom de la reine du Temple et quelquefois également son portrait apparaisse à cette occasion dans la presse parisienne, lui assurant ainsi une célébrité momentanée.
Cette cavalcade longtemps très populaire à Paris est à présent oubliée par les Parisiens.

## Les bâtiments actuels

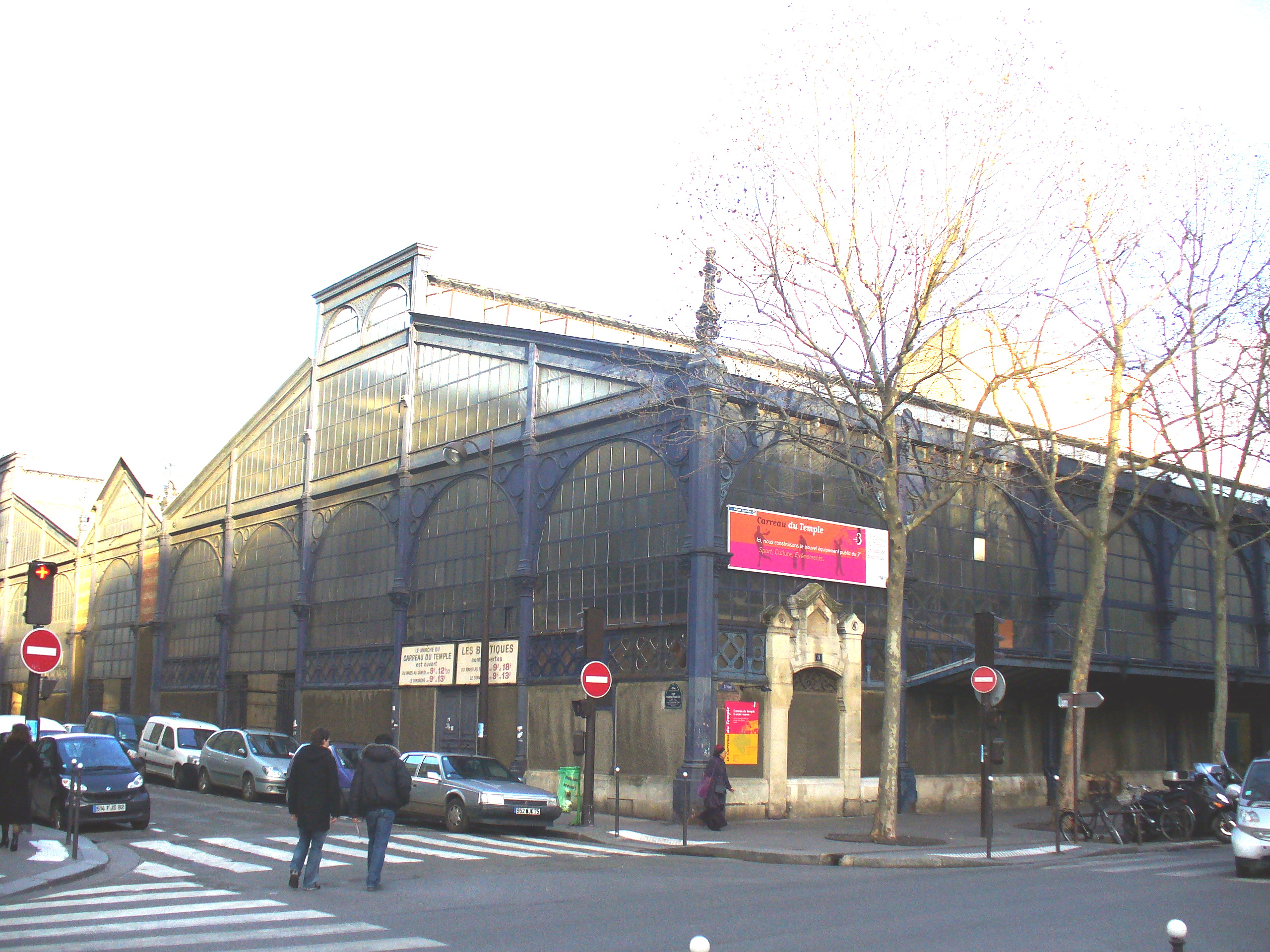
Carreau du temple vu de l’extérieur (février 2008)

En 1863, les halles et la Rotonde sont démolies pour être remplacées par six pavillons modernes en fonte, verre et brique, conçus par les architectes Ernest Legrand et Jules de Mérindol. 
En 1904, le Carreau accueille la première Foire de Paris. L'année suivante, quatre des six pavillons sont démontés. Il n’en reste plus aujourd’hui que deux, formant une vaste halle (actuel marché du Temple). La rue Gabriel-Vicaire et la rue Paul-Dubois passent sur la partie supprimée, et le reste se trouve entre la rue de Picardie et la rue Eugène Spuller. 
Le marché du Carreau du Temple connaît un énorme succès et « devient le marché incontournable du vêtement populaire pour les petites bourses et les coquets » (Meryam Khouya). Les années 1950 à 1970 voient les clients affluer. Il y aurait eu jusqu'à 1 000 marchands dans le Carreau. En 1976, il en restait 360, et dans les années 2000, ils ne sont plus qu'une dizaine.
En 1976, le maire de l’arrondissement, Jacques Dominati, veut raser les lieux pour édifier un parking : une pétition opposée à ce projet recueille 5 000 signatures et obtient son abandon.
En 1982, le bâtiment est inscrit au titre des monuments historiques. Le commerce des vêtements décline au fil des ans. Le site sert occasionnellement à des défilés de mode et accueille diverses manifestations. Pendant l'été 2005, le Carreau a été aménagé pour héberger une exposition dans le cadre de l'Année du Brésil - le président Lula et le musicien et ministre Gilberto Gil y sont venus à cette occasion le 14 juillet 2005.

## Réorganisation du bâtiment dans les années 2000 et 2010

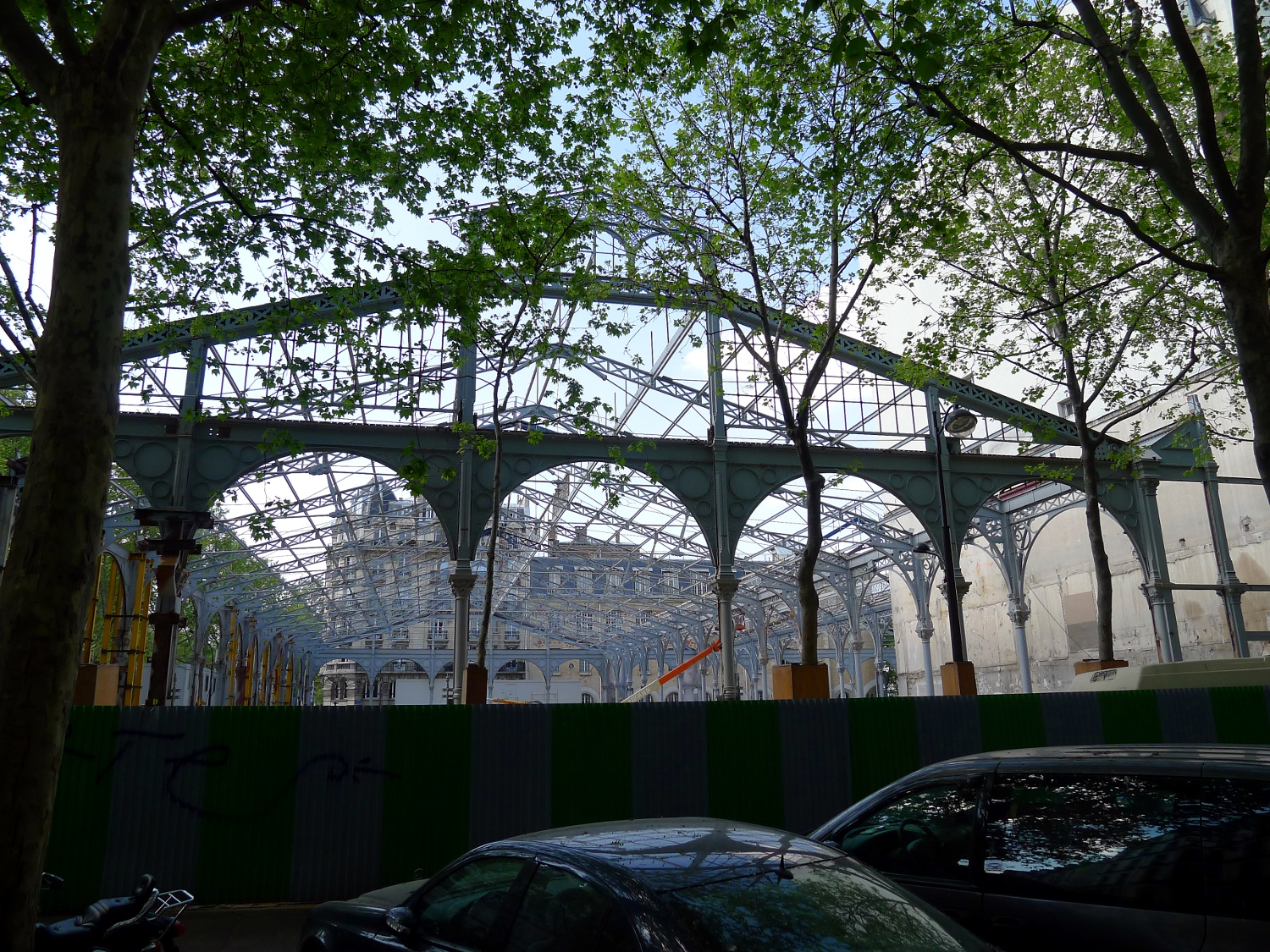
Le Carreau du Temple en travaux (2011).

Dès 2001, le maire nouvellement élu Bertrand Delanoë fait part de sa volonté de restaurer entièrement le bâtiment. Le principe en est acté au Conseil de Paris.
En 2003, en amont des travaux, les fouilles archéologiques ont permis la découverte de l’abside de l'église Sainte-Marie-du-Temple.
Lors d'un concours d'idées lancé en 2003, 133 projets sont déposés, puis synthétisés en trois propositions de projets, soumises en février 2004 à un vote local. Les personnes habitant, étudiant ou travaillant dans le 3e arrondissement sont alors appelées à participer à cette grande expérience de démocratie participative. C'est le dernier projet qui a été choisi, avec 35,9 % des voix, annonce à la clôture du scrutin le dimanche 1er février 2004 le maire Pierre Aidenbaum, devant le sport (34,4 %). 
Un concours d'architecture entre cinq agences a lieu en 2007. Le 6 septembre, le projet est confié à l'architecte lauréat par un jury d'élus et de hauts fonctionnaires de Paris, et d'architectes. Le nouveau Carreau du Temple sera réalisé par l'agence Studio Milou Architecture, dirigée par l'architecte Jean-François Milou, qui a notamment réalisé l'extension du musée national de l'automobile à Mulhouse.
Un auditorium de 250 places sera aménagé au rez-de-chaussée, doté d'une entrée autonome. 1 600 m2 sont dédiés aux sports et aux activités économiques, ainsi qu'aux expositions.
D'un budget initial de 30 millions d'euros, l'évaluation du coût est passée début 2007 à 44,5 millions, avec des dépenses supplémentaires notamment d'isolation phonique.
En janvier 2008, le Conseil de Paris a délibéré sur l'approbation du marché de maîtrise d'œuvre architecturale. En 2009 ont lieu des fouilles archéologiques - le Carreau est dans l'ancien enclos des Templiers - puis les travaux d'aménagement.
En septembre 2012, Jean-Luc Baillet est nommé directeur général du Carreau du Temple pour développer un projet d'activités de loisirs, événementiel et culturel.
À l'occasion de la Nuit blanche 2013, le lieu a été ouvert pour la première fois à nouveau au public, avant son inauguration officielle le jeudi 20 février 2014. 
En mai 2015, Lucie Marinier et Sandrina Martins ont été nommées par la Ville de Paris, co-directrices générales du Carreau du Temple autour d'un projet originellement centré sur les usages urbains contemporains.

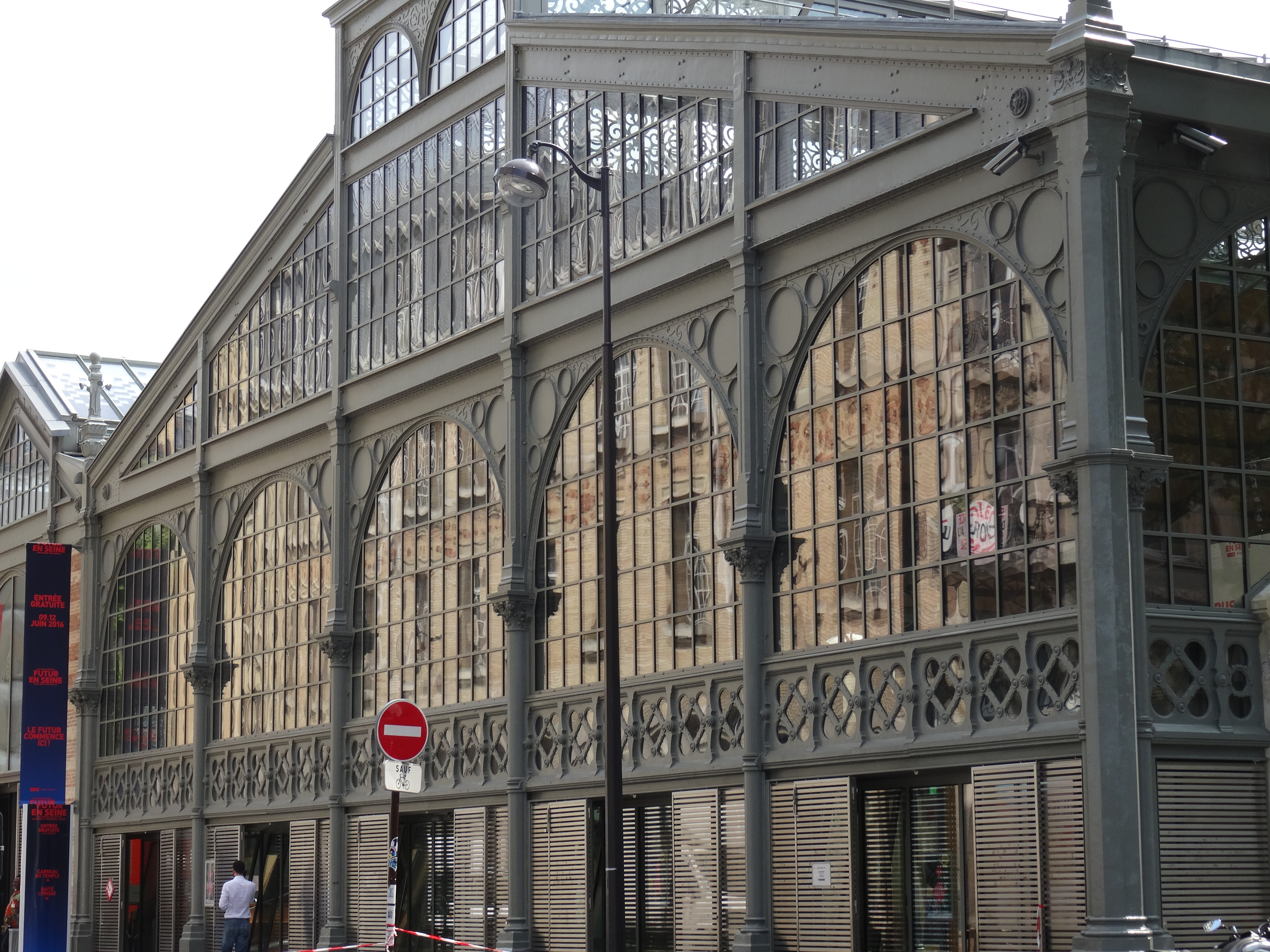
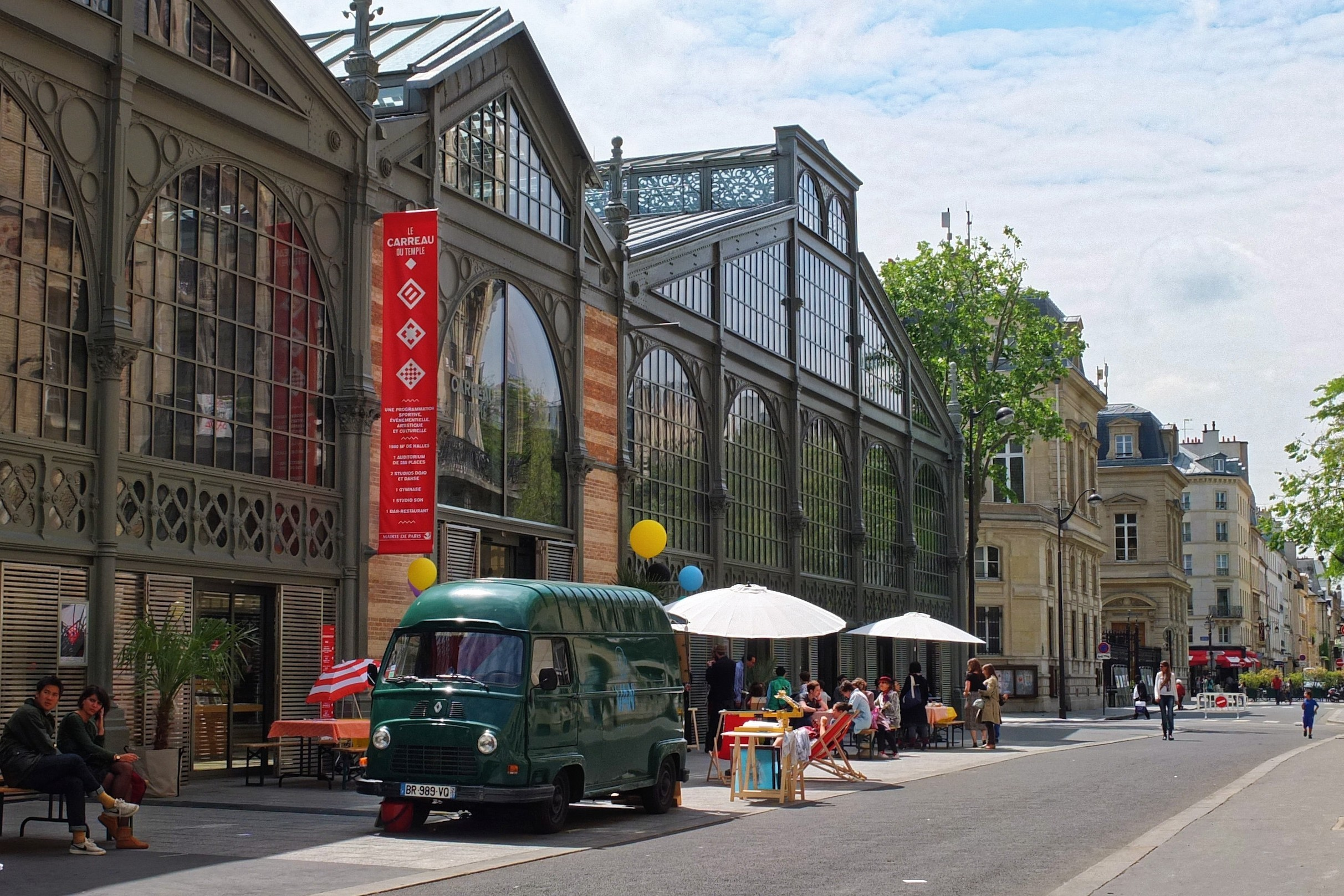
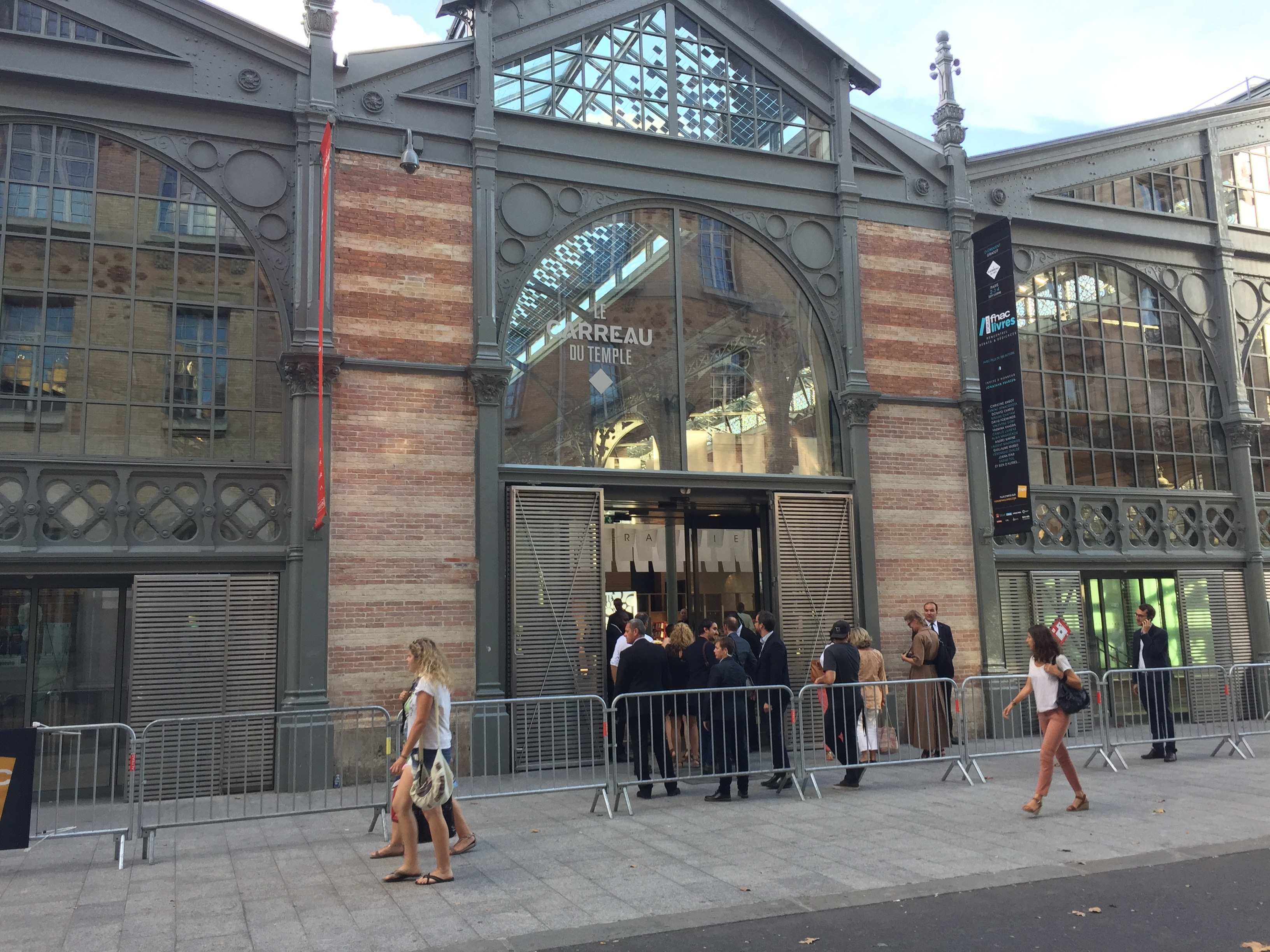
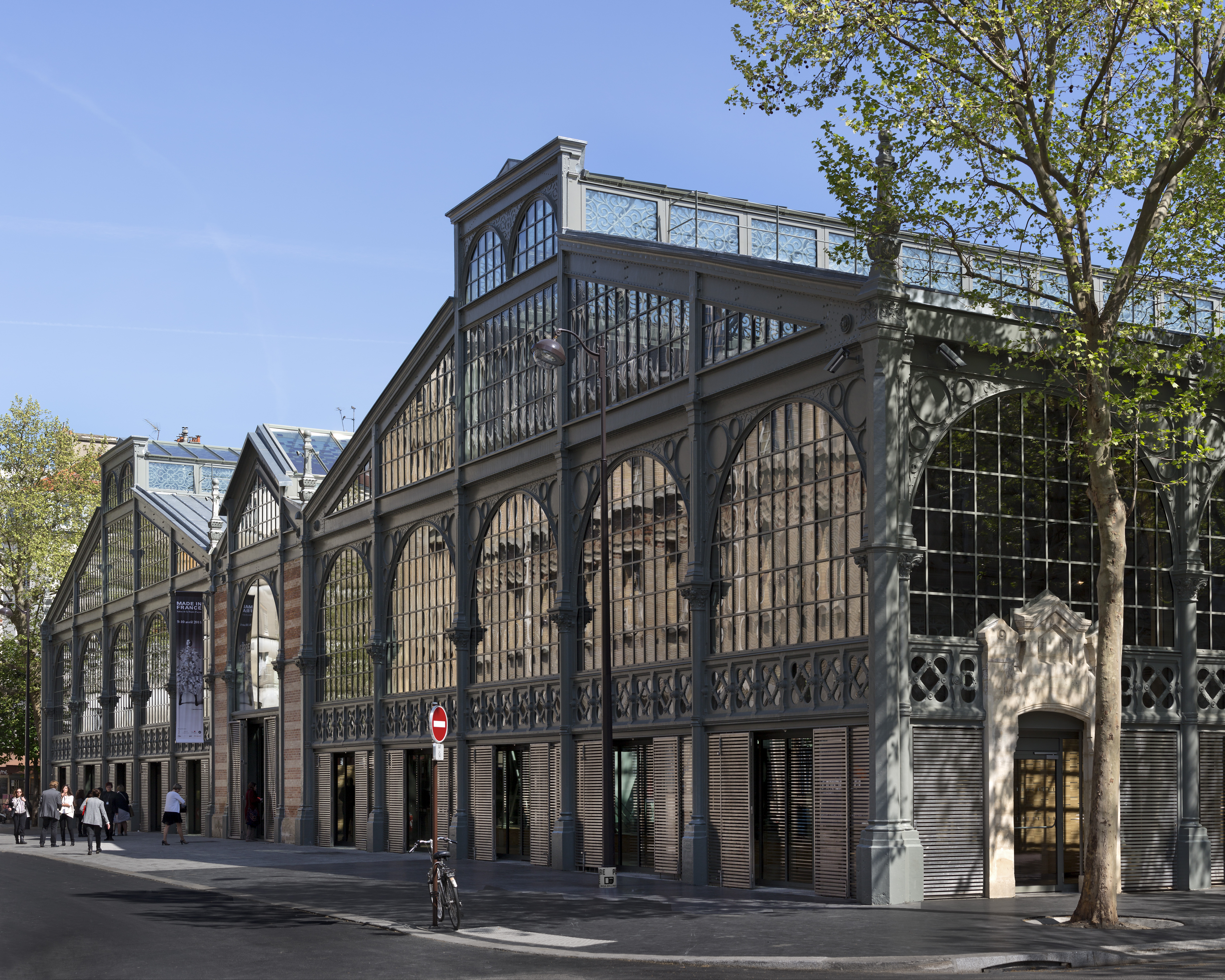

## Le Nouveau Carreau du Temple
À son ouverture, la pluridisciplinarité est la ligne éditoriale établie du Carreau du Temple : sports, arts vivants, concerts, salons, amateurs de spectacles, artistes et praticiens sont amenés à cohabiter en son enceinte.
Il accueille des programmations « maison », des programmations en partenariat avec des structures institutionnelles parisiennes et nationales, des résidences artistiques, et des privatisations permettant d’enrichir le projet artistique, avec un intérêt fort pour les enjeux internationaux. 
Néanmoins, la programmation pluridisciplinaire du Carreau du Temple se voit ensuite axée principalement sur la danse contemporaine, avec l'adoption du « corps » comme fil conducteur. 

### Une offre sportive de proximité à destination des scolaires, des jeunes et des amateurs
Cette offre consiste en des cours, des stages, des espaces de pratiques pour les scolaires, des disciplines sportives alternatives, émergentes et novatrices (gym douce, Tai Chi, Qi Kong, yoga, arts martiaux, arts du cirque…) aux côtés de pratiques plus traditionnelles (tennis, ping-pong, roller…).
Des compétitions et des démonstrations sportives permettront la rencontre entre les pratiques « amateurs », le sport et les activités physiques de haut niveau dans de nombreuses disciplines.

### L'événementiel
La mode (haute couture, prêt à porter, jeunes créateurs, sportswear) est l’un des axes historiques du projet. Le Carreau du Temple sera un nouveau lieu d’accueil de défilés, salons, pop up stores, conformément à l’histoire commerciale du Carreau depuis sa création au XIXe siècle.
Des salons d’art, des foires (objets d’art, livre, photo, design…), des événements liés à l’environnement et à l’écologie urbaine, aux nouvelles technologies et à la cuisine du monde seront accueillis dans les locaux de ce « marché » d’un nouveau type. L’enjeu pour le Carreau du Temple est d’inscrire au sein du projet événementiel lui-même une présence artistique sous des formes professionnelles, éthiques et respectueuses du monde de l’art : des foires, des salons, des concerts, des défilés.

### Un lieu d’expérimentation et de laboratoire artistique
Le Carreau du Temple a pour ambition d’offrir aux parisiens une programmation ouverte aux artistes et créateurs « émergents » dans les arts de la scène (théâtre, danse, art du cirque, théâtre d’objets et marionnette), des concerts de musiques actuelles, mais aussi dans les domaines de la mode et du design. Un autre exemple de manifestation artistique organisée annuellement au Carreau du Temple est Also Known As Africa (AKAA), un événement construit pour faire connaître les jeunes créateurs du continent africain ou de la diaspora africaine,.

### Des actions d’accompagnement
- Des résidences seront proposées à des artistes et à des créateurs, développant une relation fidèle au projet du Carreau du Temple : mise à disposition de locaux, aide à la production et à la diffusion. Certains, en fonction de leur parcours et projet, seront dits artistes ou projets « associés » à l’identité de la structure.
- Un travail d’éducation artistique sera mené avec les publics du « territoire » : le 3e arrondissement bien sûr, mais également Paris et la Région parisienne (le Grand Paris) en fonction des projets, des publics visés (scolaires, jeunes, amateurs, professionnels, autres…) et des actions et demandes conçues en relation avec des acteurs artistiques, culturels et éducatifs.

Le Carreau du Temple initie dès sa préfiguration un dispositif d’accompagnement dans la vie professionnelle de jeunes artistes et créateurs. Le programme « Jeunes Talents-Jeunes Créateurs » propose aux artistes et créateurs sélectionnés : des formations, des ateliers, des actions de soutien et de développement aux projets en émergence.

### Un modèle économique public/privé
Le Carreau du Temple est exploité par une société publique locale (SA dont le capital est exclusivement détenu par des collectivités locales et dont les membres du CA sont des élus des collectivités actionnaires). La ville de Paris et la SPL ont conclu en 2012 un contrat de délégation de service public précisant les missions de service public assignées au délégataire et les contraintes qui y sont liées, notamment en matière de destination des lieux, de jours et d’horaires d’ouverture et de tarification pour les activités de service public (mise à disposition des locaux aux publics scolaires, programmation de l’équipement). En contrepartie, la Ville de Paris verse une subvention compensatrice de ces contraintes de service public. Les ressources propres du Carreau du Temple représenteront les deux tiers des produits d’exploitation et la subvention compensatrice un tiers.
L’exploitant devra donc dégager suffisamment de ressources propres afin de
couvrir ses charges d’exploitation, estimées à 3 M€ par an.

## Les espaces
Au rez-de chaussée du bâtiment, les Halles du Carreau du Temple, espace vitré de 2 300 m2 sous huit mètres de verrière, constituent un espace transparent, au volume important pour l’organisation de projets variés. Les Halles peuvent accueillir 800 personnes en dîner assis, 1 000 personnes en conférence plénière, 1 500 personnes en cocktail/soirée, et jusqu'à 3 000 personnes en concert debout.
L'auditorium de 250 places (dont 10 places PMR), adjacent aux Halles, dispose de grande qualité acoustique.
Le sous-sol est complètement insonorisé et se trouve éclairé partiellement par la lumière zénithale des Halles. Il comprend notamment deux studios polyvalents de 335 m2 chacun (danse et dojo) : le Studio de Flore et le Studio du Pou-Volant, ainsi qu'un espace de 235 m2 et une salle de réunion de 60 m2.
Le Carreau du Temple est également doté d’un bar-restaurant permanent à proximité de l’auditorium.
Il est complètement accessible aux personnes à mobilité réduite.